# Kunč
Kunč este o localitate din comuna Dolenjske Toplice, Slovenia.